# تالینگ
تالینگ (به آلمانی: Talling) یک شهر در آلمان است که در برنکاستل-ویتلیش واقع شده‌است. تالینگ ۲۲۴ نفر جمعیت دارد.